# Kosen judo
Kosen judo (高專柔道 kōsen jūdō?) es una modalidad de competición del judo, practicada en las universidades y centros de enseñanza de Japón como una derivación del reglamento de la escuela Kodokan. A diferencia de este, kōsen permite mucha mayor libertad en la lucha a nivel de tatami (ne waza), hasta el punto de que ha sido considerado un estilo de judo diferenciado del principal. Este tipo de competición tuvo su mayor actividad en la primera mitad del siglo XX, y actualmente está casi en desuso, aunque todavía se mantiene en la liga anual Nanatei Jūdō (七帝柔道?) celebrada en las siete universidades imperiales de Japón, a saber: Tokio, Kioto, Tohoku, Kyushu, Hokkaido, Osaka y Nagoya.

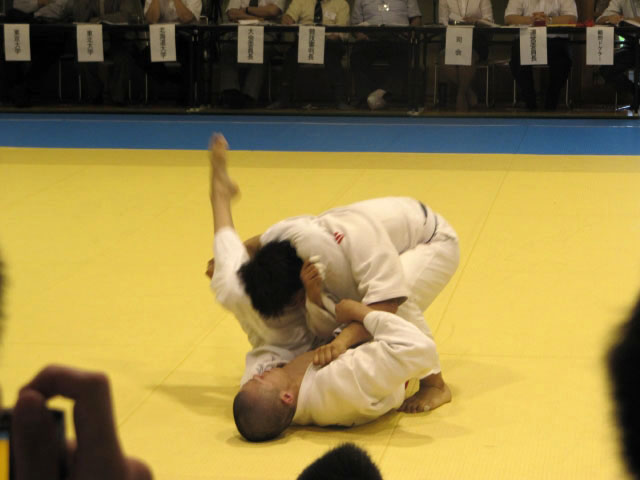
Sankaku-jime (三角絞) aplicada en una moderna competición de kōsen jūdō en la liga Shichitei de 2010.

Impulsores famosos de este estilo fueron, entre otros, Tsunetane Oda y Hajime Isogai. Aunque no hay una relación directa de descendencia entre las dos artes, las corrientes de pensamiento dentro del judo que dieron lugar al kosen son consideradas también el origen del jiu-jitsu brasileño, producto de judocas interesados en la lucha en el suelo que se desplazaron a Brasil a comienzos del siglo XX antes de que el kosen se institucionalizara oficialmente.

## Historia
Kōsen (高専 Kōsen?) es un acrónimo de kōtō senmon gakkō (高等専門学校 kōtō senmon gakkō?, lit. escuela de alta especialidad), término usado en Japón para referirse a los colegios de educación media fundados en la época contemporánea, los cuales constituían un paso obligatorio para los que deseaban entrar en las siete universidades imperiales. El sistema de competición del kōsen comenzó en 1898, cuatro años después de la fundación de las kōtō senmon gakkō, y el primer torneo interescolástico o kōsen taikai (高專大会 kōsen taikai?) tuvo lugar en 1914, prolongándose a través de los años hasta 1944.

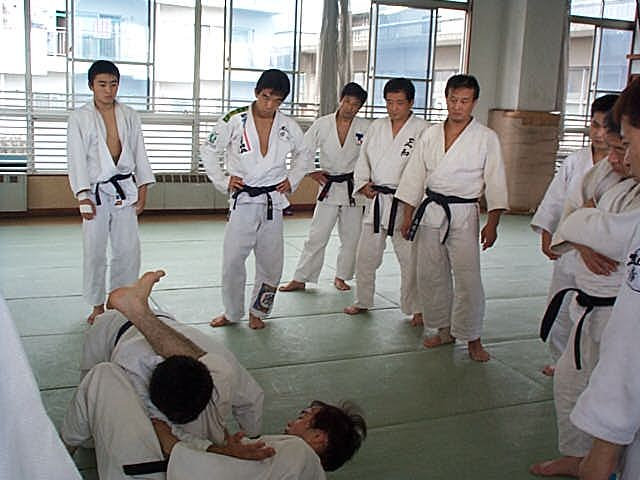
Moderno entrenamiento de kōsen en Japón.

Aunque inicialmente utilizó el mismo reglamento que la escuela Kodokan y del Dai Nippon Butoku Kai, la competición kōsen destacó por la norma de permitir a los competidores desechar el juego técnico de las proyecciones y centrarse directamente en la lucha en el suelo. Naturalmente, esta dinámica favorecía profundamente la lucha a ras de lona, y era aprovechada por judocas para anular la ventaja de contrincantes más hábiles o superiores en el terreno de pie.
Se cree que la popularidad de estas estrategias poco técnicas fue la razón de que la escuela Kodokan endureciera la normativa del judo, restringiendo la lucha en el suelo y la manera de llegar a él en 1925 y sustituyendo los empates por las victorias por decisión o yusei gachi en 1929. Jigoro Kano se mostró descontento con el reglamento kōsen en 1926, opinando que contribuía a formar judocas eficaces en ganar combates deportivos en hondo detrimento de sus habilidades en la defensa personal. A pesar de ello, el kōsen mantuvo sus propias reglas, las cuales solo han sufrido unas pocas modificaciones en toda su historia.

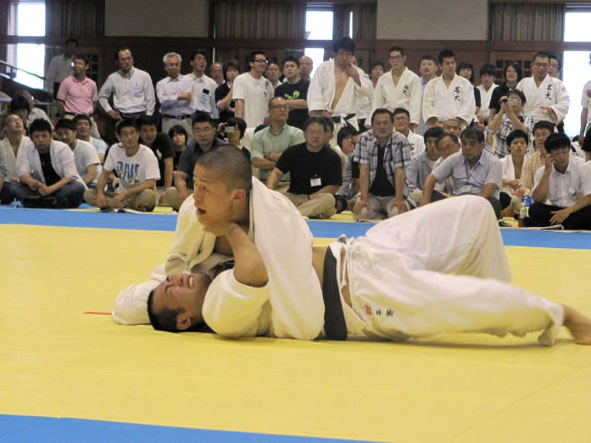
Competidor aplicando kuzure-kesa-gatame en la liga Shichitei en 2010.

En 1950 se dio la desaparición de las kōtō senmon gakkō como consecuencia de reformas educativas, pero las siete universidades imperiales heredaron la competición kōsen, y en 1952 celebraron la primera edición de Nanatei Jūdō (también llamada Shichitei Jūdō), una liga destinada a enfrentar a los siete centros bajo este reglamento. La adopción del kōsen fue la solución de las universidades a un problema endémico de sus competiciones de judo interescolásticas: dado que la estancia media de los alumnos en las facultades era de cuatro años, no había tiempo suficiente para formar a nuevos judocas del estilo ortodoxo, de modo que, adoptando un reglamento basado en la lucha en el suelo, mucho más rápida y fácil de dominar que el juego de pie, podían producir competidores sólidos en un ratio razonable.
En 1991 la junta de judocas de la universidad de Tokio tomó la decisión de abandonar la liga Nanatei, a fin de centrarse en el campeonato mundial y los Juegos Olímpicos, pero su participación fue reincorporada en 2001, habiendo sido parte de todas las ediciones restantes hasta la actualidad.
La región de Kioto es especialmente importante en el kōsen, habiendo tenido incluso escuelas dedicadas enteramente este estilo hasta 1940. De entre las siete universidades imperiales, la de Kioto cuenta con el mayor número de victorias en la Nanatei, contando con 22 victorias y tres empates (con Nagoya en 1982 y Tohoku en 1982 y 1983) en las 65 ediciones celebradas a fecha de 2016.

## Características

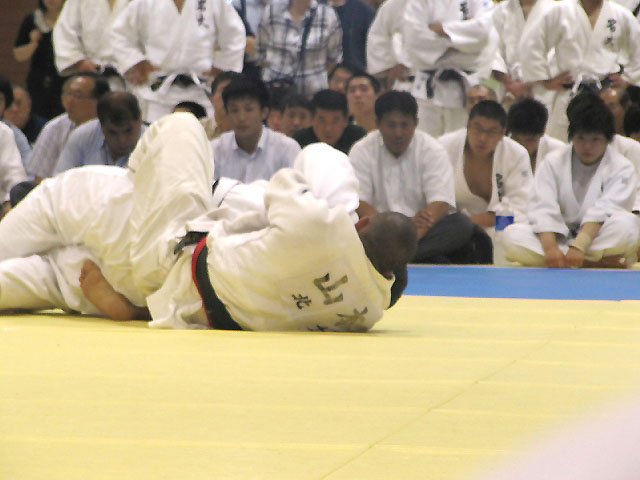
Competidores en la liga Shichitei en 2010.

Las reglas utilizadas para competir son básicamente las mismas que las del judo establecido antes de 1925, con la salvedad de que los luchadores pueden llevar la lucha al tatami de la manera en que deseen, incluyendo el simple tirón o hikikomi (引込?), aunque excluyendo la acción de sentarse o tenderse en la lona sin agarrar al adversario. Se permite también permanecer en el tatami tanto tiempo como sea necesario hasta la conclusión del combate, independientemente del ritmo de la acción que tenga lugar. El judoca puede tomar y mantener el agarre que desee, extendiéndose a las piernas del oponente, y no existe restricción en la postura de combate. Así mismo, la victoria solo puede conseguirse por ippon, siendo la única alternativa un hikiwake o empate técnico.
Los combates son celebrados en un tatami de 20x20 metros, con una zona de comienzo de 8x8 marcada en rojo y una zona de peligro que finalizaba en 16x16. Si un judoca supera esta zona la lucha se interrumpe y es reiniciada en el centro. En caso de que los contendientes estén activamente enzarzados en ne waza, cuando esto ocurre, el árbitro llama sono-mama, hace a los competidores posicionarse en el centro en la misma posición en que fueran pausados, y ordena que continúen a la orden de yoshi (Esta regla en concreto todavía pervive en el reglamento actual del judo, en su artículo 18, pero ya apenas es utilizada debido a la menor ocurrencia de combate en el suelo).
En la liga Nanatei, las universidades se enfrentan en equipos de 20 miembros, de entre los cuales 13 son contendientes ordinarios, 2 son capitán y vicecapitán y 5 son suplentes destinados a retiradas por culpa de lesiones. Cada combate dura 6 minutos en el caso de los miembros ordinarios y 8 en caso del capitán y su segundo. La liga toma la forma de un kachi-nuki shiai, en el que el vencedor de un combate permanece en la lona para enfrentarse al siguiente miembro del equipo contrario. Al final del evento, el equipo que más victorias haya anotado, o el equipo en que más contendientes queden después de que el último oponente haya perdido o empatado, es declarado ganador, y con él su universidad.

## Practicantes famosos

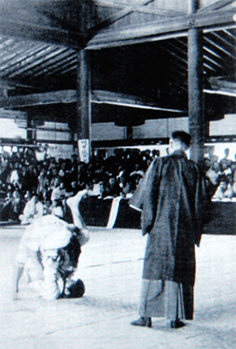
Sankaku-jime aplicada en una antigua competición de kōsen en Japón.

- Hajime Isogai, segundo judoca en la historia en recibir el 10.º dan y primero en recibirlo en vida. Instructor de la universidad de Kioto y otros centros.
- Tsunetane Oda, considerado principal desarrollador de ne waza de la escuela Kodokan y creador del sankaku-jime, entre otras técnicas. Competidor de la kōtō senmon gakkō de Numazu e instructor de varias universidades.
- Yaichibei Kanemitsu, considerado cocreador del sankaku-jime y creador del hiza-juji-gatame, entre otras técnicas. Competidor de la kōtō senmon gakkō de Okayama e instructor de varias universidades.
- Tatsukuma Ushujima, ganador del segundo y tercer campeonatos nacionales de judo. Competidor de numerosas kōsen taikai.
- Masahiko Kimura, considerado el más grande judoca de todos los tiempos. Competidor del curso Takudai de kōsen de la universidad de Takushoku.
- Kanae Hirata, fundador del ahora conocido como Newaza Kenkyukai. Competidor e instructor de varios centros.
- Yuki Nakai, antiguo luchador de artes marciales mixtas y actual presidente de la federación japonesa de jiu-jitsu brasileño. Antiguo competidor de Nanatei por la universidad de Hokkaido.
- Shiko Yamashita, luchador de artes marciales mixtas. Antiguo competidor de Nanatei por la universidad de Hokkaido.
- Koji Komuro, competidor de jiu-jitsu brasileño y sambo. Instructor de la universidad de Tokio.
- Mikio Oga, competidor de jiu-jitsu brasileño. Antiguo competidor de Nanatei por la universidad de Kyushu.
- Aikihisa Iriki, competidor de jiu-jitsu brasileño. Antiguo competidor de Nanatei por la universidad de Osaka.
- Matsutarō Shōriki, empresario, único judoca no profesional en la historia en recibir el 10.º dan. Antiguo competidor de la kōtō senmon gakkō de Takaoka y más tarde de Nanatei por la universidad de Tokio.
- Yasushi Inoue, poeta y novelista. Antiguo competidor de la kōtō senmon gakkō de Hamamatsu, más tarde de Nanatei por la universidad de Kyushu y luego por la universidad de Tokio.
- Toshiya Masuda, novelista y ensayista. Antiguo competidor de Nanatei por la universidad de Hokkaido.
- Taku Mayumura, novelista. Antiguo competidor de Nanatei por la universidad de Osaka.
- Masatoshi Wakabayashi, político. Antiguo competidor de Nanatei por la universidad de Tokio.